# 開普植物保護區
弗洛勒尔角（Cape Floristic Region），又译作好望角植物保护区、开普植物区、开普植物生态保护区等，是南非的一处植物区，位于南非西南角的好望角附近。弗洛勒尔角的植物多样性丰富，有许多特有种，包括超过9000种维管植物，其中69%是地方性植物。造成本地区特殊生物种类繁多的主要原因是，当地存在有大量易发火灾的地中海气候凡波斯灌木丛。

## 世界遗产
2004年，弗洛勒尔角列入联合国教科文组织世界遗产名录，登录面积553000ha，缓冲区面积1315000ha。2015年，世界遗产登录面积增加至1094742 ha，缓冲区面积增至798,514 ha。

### 登录对象
- 桌山國家公園
- 锡德伯格自然保护区
- 赫鲁特自然保护区
- 博兰山
- 德胡普自然保护区
- 斯瓦特贝赫
- 巴非亚斯峡谷保护区

### 登录基准
该世界遗产被认为满足世界遺產登錄基準中的以下基準而予以登錄：
- （ix）在陆上、淡水、沿海及海洋生态系统及动植物群的演化与发展上，代表持续进行中的生态学及生物学过程的显著例子。
- （x）拥有最重要及显著的多元性生物自然生态栖息地，包含从保育或科学的角度来看，符合普世价值的濒临绝种动物种。